# Amphipoea distincta
Amphipoea distincta är en fjärilsart som beskrevs av W. Warren 1912. Amphipoea distincta ingår i släktet Amphipoea och familjen nattflyn. Inga underarter finns listade i Catalogue of Life.